# Helicoblepharum daltoniaceum
Helicoblepharum daltoniaceum là một loài rêu trong họ Pilotrichaceae. Loài này được (Hampe) Broth. mô tả khoa học đầu tiên năm 1907.